# Nice na Kokoroiki
«Nice na Kokoroiki» (ナイスな心意気?) es el octavo sencillo de la boy band japonesa Arashi que fue lanzado el 17 de abril de 2002. El tema fue usado como el decimoprimer ending del anime Kochira Katsushika-ku Kameari Kōen-mae Hashutsujo. Fue certificado con el disco de oro por RIAJ tras la venta de 200 000 copias.

## Información del sencillo
El sencillo fue lanzado en dos ediciones una edición normal con un CD de 12 centímetros y una edición limitada de 8 centímetros con dos canciones y karaokes. El sencillo fue lanzado con nombre del grupo en katakana (アラシ) y no en kanji (嵐). Ambas ediciones contienen una pista oculta con una conversación secreta siendo un audio grabado por Arashi manteniendo una conversación casual. 

## Lista de pistas
| N.º | Título                        | Letras                       | Música                   | Duración |  |
| 1.  | «Nice na Kokoroiki»           | Tozawa Nobuyoshi (戸沢暢美?) | Ida Takehiko (飯田建彦?) | 3:58     |  |
| 2.  | «Nice na Kokoroiki» (Karaoke) |                              | Ida                      | 3:58     |  |